# أكلبترة مقلمة
أكلبترة مقلمة (الاسم العلمي: Acalyptris vittatus) هي نوع من الحشرات تتبع جنس الأكلبترة من فصيلة السليلات.

## التوزيع والموائل
يعتبر هذا النوع من العثث الأسيوية وينتشر في تركمانستان.